# Chevron B34

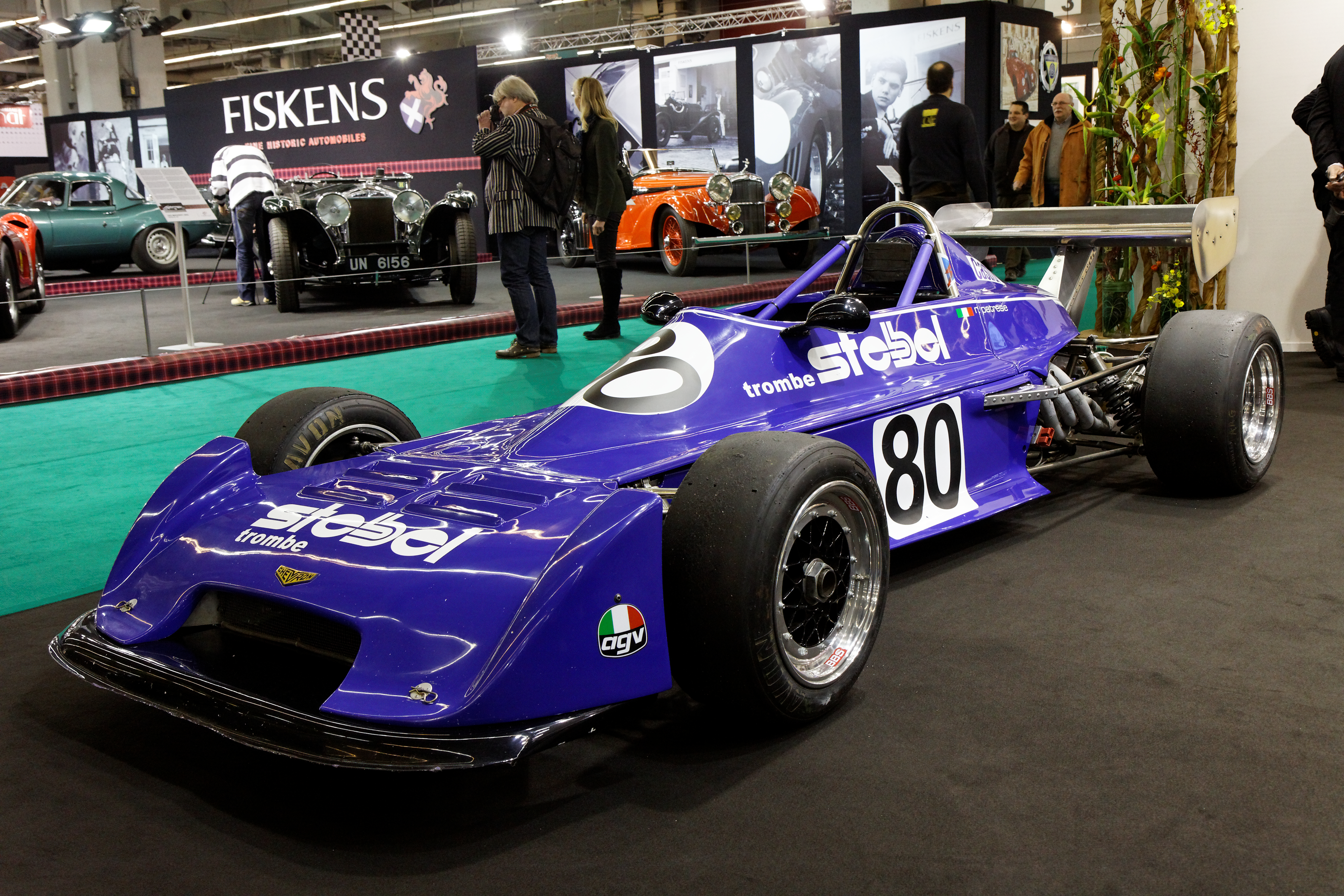
Chevron B34

Der Chevron B34 war ein bei Chevron Cars gebauter Formel-Atlantic- und Formel-3-Rennwagen.

## Geschichte
Der B34 wurde 1975 als Formel-Atlantic-Rennwagen konzipiert, als jedoch 1976 die Formel-3-Europameisterschaft mit mehr Rennen als 1975 ausgefahren wurde, entschloss man sich im Winter 1975/1976, den B34 auf die Formel 3 umzurüsten. Erste Fahrten mit einem Testwagen verliefen erfolgreich und Derek Bennett entwickelte den Rennwagen konsequent weiter. 
Das Werk unterstützte das italienische Trivellato-Team in der Europameisterschaft und Riccardo Patrese wurde mit Siegen in Zandvoort, Enna, Monza und Kassel-Calden mit dem B34 Formel-3-Europameister. In der britischen Formel-3-Meisterschaft konnten Rupert Keegan und Geoff Lees Laufsiege feiern. Die Formel Atlantic-Wagen kamen in den USA und in Südafrika zum Einsatz, wo sie jeweils Podiumspositionen erzielten. Der B34 wurde mit 33 gebauten Exemplaren zu einem der meistverkauften Chevron-Rennwagen überhaupt. Er wurde im Folgejahr durch die Weiterentwicklung des in 28 Exemplaren gebauten B38 abgelöst.

## Technik
Der B34 wurde von Derek Bennett und Paul Owens entwickelt und basierte auf einem Aluminium-Monocoque. Er verfügte über eine breite Spur, wodurch er relativ leicht zu fahren war.
Im Unterschied zum Formel-Atlantic-Wagen, der von einem Hart-BDA 1600-Motor angetrieben wurde, hatte der Formel-3-Wagen das PFT 2T-G Vierzylinder-Aggregat von Toyota, das auf dem Serienmotor des Toyota Celica basierte und vom italienischen Tuner Novamotor vorbereitet im Formel 3-Trimm 165 PS entwickelte.